# OkCupid
OkCupid é um site de relacionamentos gratuito com 3,5 milhões de usuários.
Permite várias formas de comunicação, entre elas, foruns, mensagens instantâneas, emails e winks.